# Gustaf Janzén
Gustaf Adolf Janzén, född 22 juni 1873 i Norrköping, död 8 mars 1930 i Göteborg, var en svensk fackföreningsledare.
Gustaf Janzén var son till textilarbetaren Johan Gustaf Janzén. Redan vid 11 års ålder började han arbete inom textilindustrin, där han fortsatte till 1906, bland annat som förman och spinnmästare vid Stockholms Yllefabrik 1902–1906. Medlem av Sveriges textilarbetareförbund från 1903 anställdes han 1904 som expeditionsföreståndare och 1906 som helt avlönad förtroendeman inom förbundet. Som facklig ledare fick Janzén till en början uppleva stora motgångar, för hans förbund minskades starkt efter Storstrejken 1909 och utträdde för en tid ur Landsorganisationen. Senare utvecklades dock förbundet under Janzéns ledning till en stark och respekterad organisation. Med förbundsexpeditionen överflyttade Janzén 1912 till Norrköping, där han även deltog i det kommunala livet och från 1915 tillhörde stadsfullmäktige. 1922–1926 var han ordförande i den tryckeriförening som utgav Östergötlands Folkblad. Janzén var en grundlig kännare av textilindustrins arbetsförhållanden såväl i Sverige som utomlands och gjorde sig känd som en framgångsrik underhandlare vid avtalsuppgörelser. Självständig och orädd gick han ofta emot opinionen inom de egna leden och utsatte sig även för kritik av medlemmar genom självrådighet i förbundets förvaltning. Janzén hade även starka kulturella intressen och lade ned mycket omsorg på redigerandet av förbundsorganet Textilarbetaren. Han utgav Svenska textilarbetareförbundet 1898–1923 (1923) samt under pseudonymen Textyrius en biografi och brevsamling av vävaren och fackföreningsmannen Johan Granberg, Vävar-Johan (1924). Janzén är gravsatt på Matteus begravningsplats i Norrköping.